# هوکر (اکلاهما)
هوکر (به انگلیسی: Hooker) یک شهر در ایالات متحده آمریکا است که در شهرستان تگزاس، اکلاهما واقع شده‌است. هوکر ۲٫۴ کیلومتر مربع مساحت و ۱٬۹۱۸ نفر جمعیت دارد و ۹۱۰ متر بالاتر از سطح دریا واقع شده‌است.